# Toguna
De toguna (ook: palaverhut) is een openbaar gebouw, gebouwd door de Dogon in het West-Afrikaanse land Mali. De toguna bevindt zich gewoonlijk in het midden van het dorp.
Kenmerkend voor de toguna is dat ze gebouwd worden met een zeer laag dak, zodat de bezoekers gedwongen worden te zitten in plaats van te staan. Deze bouwsels worden door de dorpsoudsten gebruikt om de problemen van de gemeenschap te bespreken, maar kan ook dienen als een plek voor gewoonterecht.
Meestal wordt de toguna gebruikt als een algemene ontmoetingsplaats in het midden van het dorp. Omdat hier schaduw en verlichting is tegen de hitte, brengen de dorpsoudsten hier de heetste uren van de dag door.

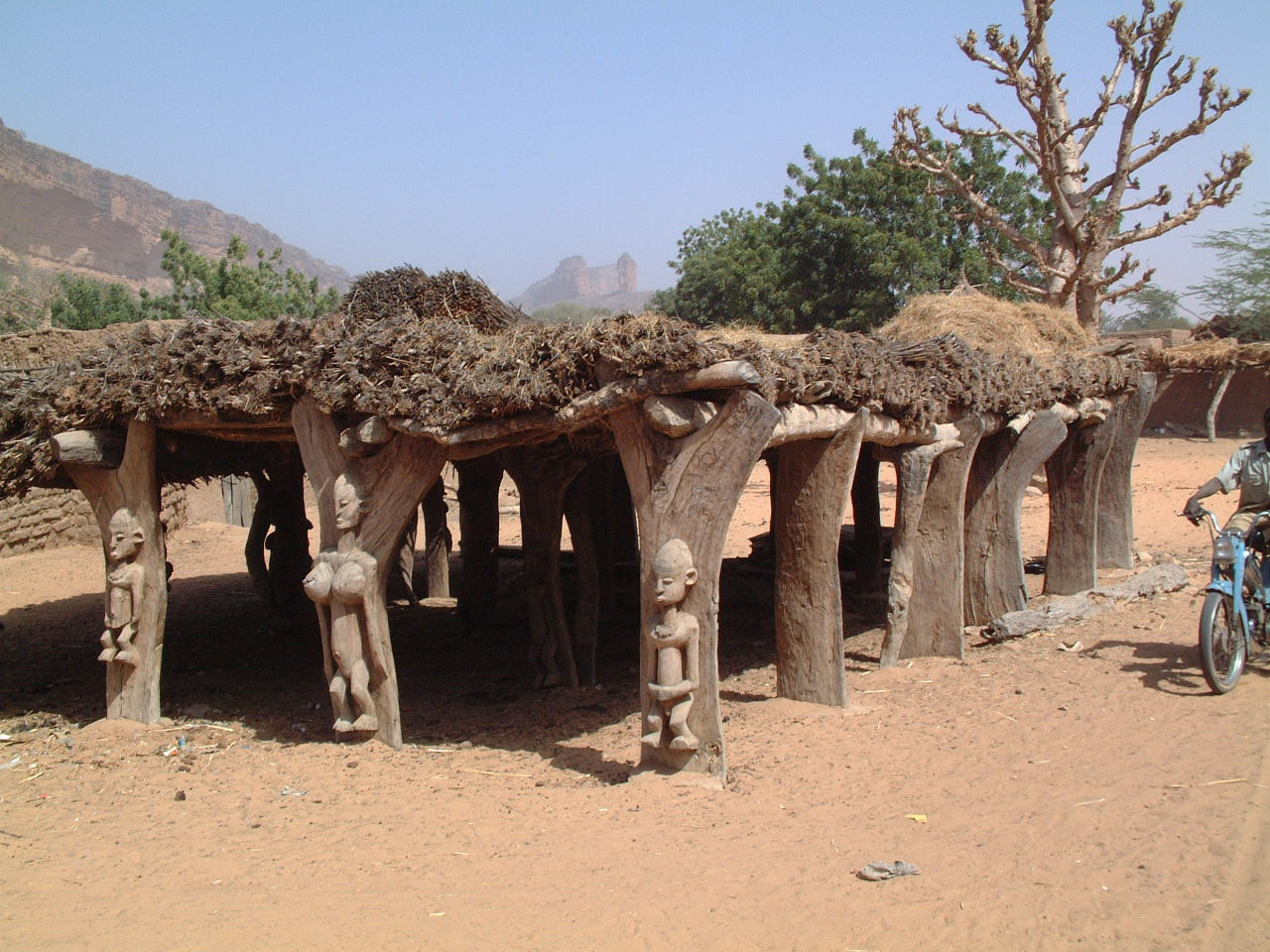
De palaverhut van het dorp Endé, Mali.

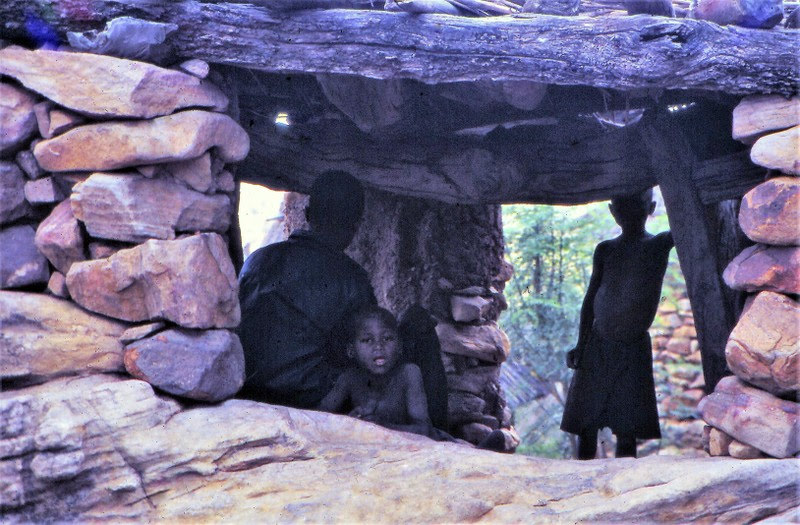
Het mannenpraathuis, ook ontspanningsruimte voor mannen, Tireli, Mali, 1980.